# Sapientino

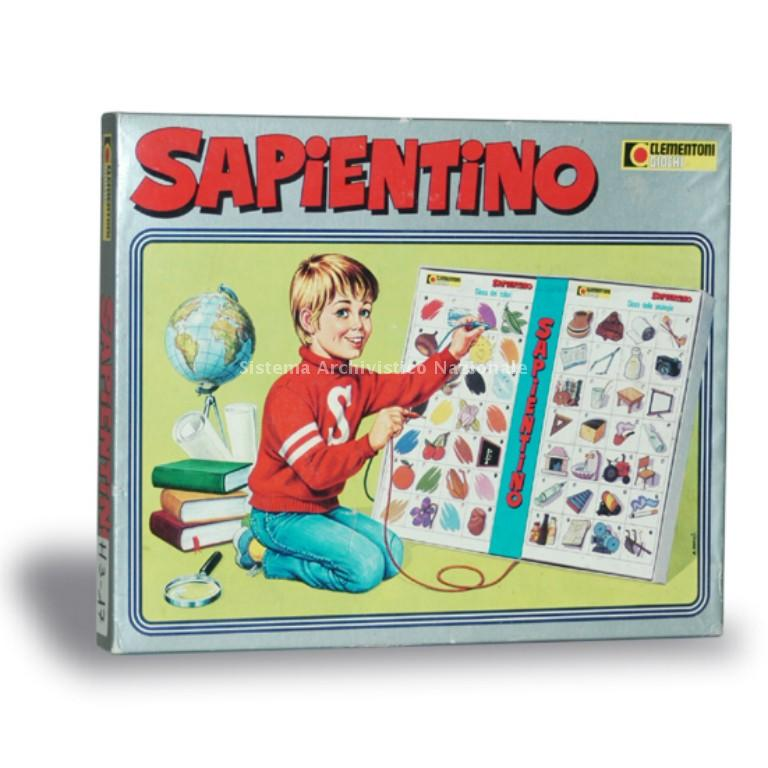
Sapientino degli anni 1970

Il Sapientino è un gioco elettronico prodotto dalla Clementoni. 

## Storia
Nato nel 1967, è costituito da una serie di schede, che presentano dei fori in prossimità delle domande e delle risposte, riguardanti un variegato ventaglio di argomenti più svariati, a cui, dal 1994, si è aggiunto l'inglese. Le schede vanno posizionate su un apposito tavolo, presente nella confezione. Con gli spinotti in dotazione è possibile selezionare la domanda e segnalare la risposta corrispondente. Se quest'ultima risulta esatta si chiude il circuito elettrico e viene emesso un segnale acustico (o visivo).
Il termine sapientino per la sua diffusione è entrato in alcuni dizionari d'italiano tra cui il De Mauro (che l'eleva a lemma) e lo Zingarelli.